# Parafia Najświętszego Zbawiciela w Rewalu
Parafia pod wezwaniem Najświętszego Zbawiciela w Rewalu – parafia rzymskokatolicka należąca do dekanatu Trzebiatów, archidiecezji szczecińsko-kamieńskiej, metropolii szczecińsko-kamieńskiej. Prowadzą ją księża archidiecezjalni. Siedziba parafii mieści się w Rewalu.

## Historia
Źródło: oficjalna strona parafii.
W czasie budowy kościoła, siedzibą parafii była miejscowość Karnice. Ks. bp Kazimierz Majdański przeniósł siedzibę parafii z Karnic do Rewala i erygował nową parafię pw. Najświętszego Zbawiciela w Rewalu 01.09.1982 r. Na terenie parafii znajduje się dom rekolekcyjno - wypoczynkowy sióstr magdalenek.

### Kościół parafialny
Kościół pw. Najświętszego Zbawiciela w Rewalu
Zasugerowano, aby wydzielić z tego artykułu informacje nt. kościoła do artykułu Kościół pw. Najświętszego Zbawiciela w Rewalu.
Źródło: oficjalna strona parafii.
Obecny kościół został wzniesiony na miejscu dawnej kapliczki, którą przystosowano do kultu religijnego z szopy rybackiej, mogącej pomieścić ok. 150 osób.
Budowę kościoła rozpoczęto w styczniu 1976 r. Ukończono w 1978 r.
Projektantem kościoła jest architekt mgr inż. Zbigniew Abrahamowicz. 
Konstrukcje kościoła opracował mgr inż. Andrzej Zimnicki. 
Projektantem i wykonawcą witraży oraz zbrojenia zewn. jest mgr Bolesław Szulc z Pszczyny.
Swoim obrysem, zwłaszcza owalem muru i konstrukcją dachową kościół obrazuje serce, znak ludzkiej gotowości do ofiary. Charakterystyczną cechą zamierzeń architekta jest skrzyżowanie obrysu serc: serca wnętrza (ludzkiego) z sercem dachu-góry (boskiego).
Pracowni kowalstwa artystycznego, zgodnie z projektem Bolesława Szulca, wykonany został w metaloplastyce wystrój wnętrza świątyni i gabloty zewnętrzne.
Zagospodarowanie terenu przykościelnego projektował architekt kościoła. Ze względu na ograniczenie powierzchni zabudowy, zdecydowano dla powiększenia gabarytu kościoła wybudować duży chór o profilu amfiteatralnym. Kościół pomieści przy maksymalnym wypełnieniu 1500 osób.
Ozdobą kościoła jest główna część tryptyku z kościoła w Trzęsaczu z figurami: Matki Boskiej z Dzieciątkiem, Świętej Agnieszki, Świętej Katarzyny, Świętego Piotra.
i Świętego Pawła oraz św. Ottona z Bambergu.
Kościół został wybudowany systemem gospodarczym, wyłącznie z hojnych ofiar parafian i wczasowiczów, którzy wraz z miejscową ludnością pracowali fizycznie przy wznoszeniu świątyni. Godnym zaznaczenia jest fakt, że w czasie budowy nie było ani jednego dnia przerwy w sprawowaniu kultu religijnego. Kapliczka pozostała wewnątrz kościoła podczas jego budowy.

### Kościoły filialne i kaplice
- Kościół w Pustkowie[1]

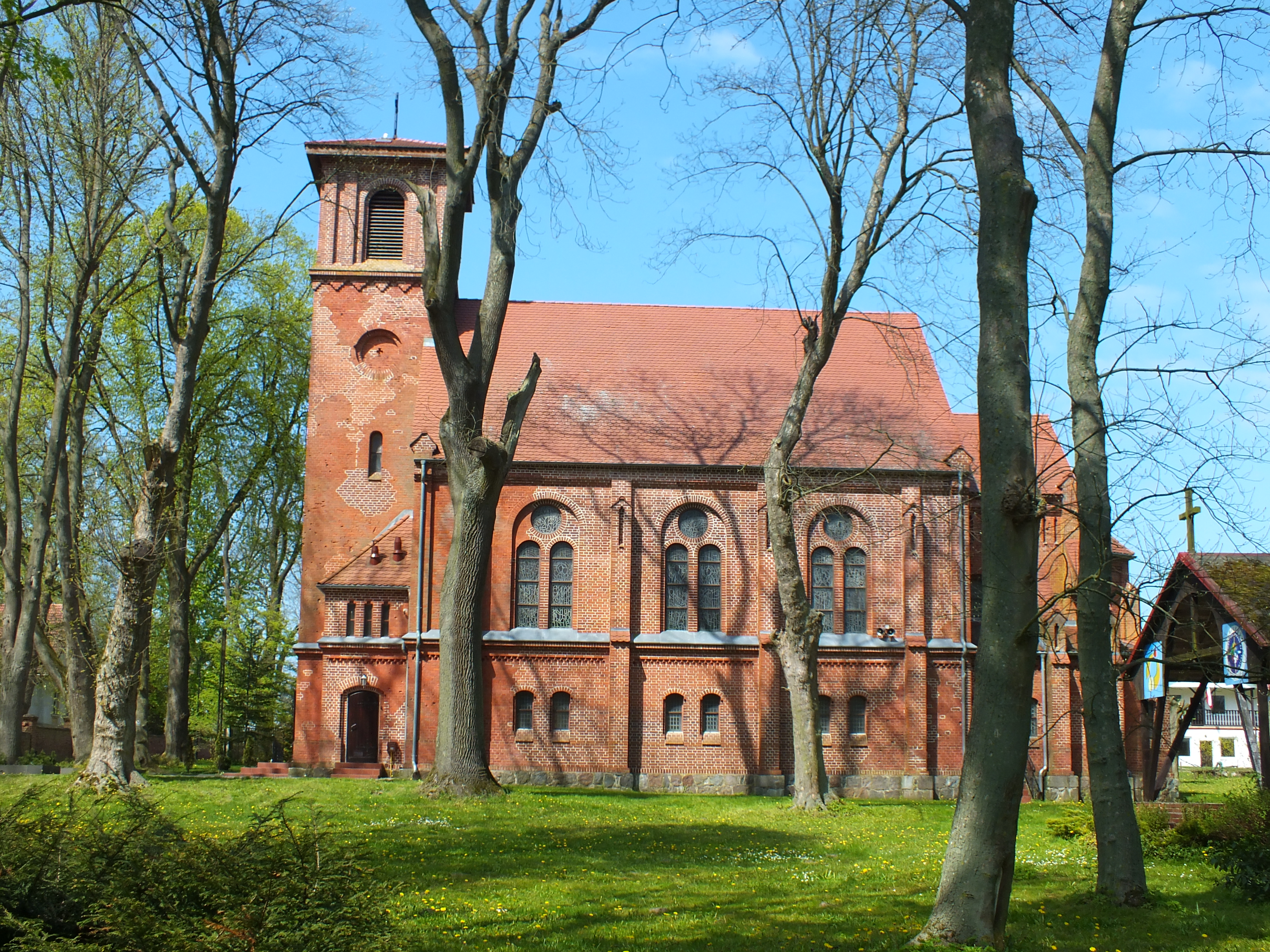
Kościół filialny pw. Miłosierdzia Bożego w Trzęsaczu

- Kościół pw. Miłosierdzia Bożego w Trzęsaczu[1]

## Duszpasterze

### Proboszczowie
Parafią administrowali następujący księża:
- 1982 - 1996 - ks. mgr lic. prałat Tadeusz Sosnowski
- 1996 - 2001 - ks. kan. mgr lic. Aleksander Słodkowski
- 2001 - 2010 - ks. kan. dr Franciszek Szydłowski
- od 1 lipca 2010 r. - ks. mgr Krzysztof Przybyło

Administratorzy parafii przed przeniesieniem siedziby z Karnic do Rewala:
- ks. Józef Ryś
- ks. Egon Prądzyński
- ks. Zygmunt Frelka
- ks. Zenon Borodo
- ks. Zdzisław Kłos
- ks. Tadeusz Sosnowski
- ks. Edward Cegła